# 胡佛传
是2011年美国传记电影，由克林·伊斯威特執導、監製和配樂。達斯汀·蘭斯·布雷克編劇，讲述莱昂纳多·迪卡普里奥扮演的联邦调查局局长約翰·埃德加·胡佛的传奇故事。
電影主演有莱昂纳多·迪卡普里奥、艾米·汉莫、妮奥米·瓦兹、茱蒂·丹契、杰弗里·多诺万和艾德·域斯韋克、美国于11月11日上映。

## 剧情
1919年，总检察长A·米切尔·帕尔默遭无政府主义者暗杀未遂后，安排他的得意门生埃德加·胡佛负责专门清除激进分子的新部门。很快，胡佛便着手列出嫌疑人名单。他约见司法部新任秘书长海伦·甘迪，把她带到国会图书馆，向她展示自己设计的卡片目录系统。他给她弄了一个尴尬的通行证，之后向她求婚。她婉拒了他，但同意当他的私人秘书。
胡佛发现劳工部拒绝在没有犯罪证据的前提下将人驱逐出境。得知移民局局长安东尼·卡米内蒂厌恶无政府主义者埃玛·戈尔德曼，胡佛诬陷她，让她有资格被驱逐出境，创下驱逐出境的先例。司法部多次扫荡疑似激进团体后，帕尔默从司法部长的职位上下马。接手他的哈伦·菲斯克·斯通任命胡佛为司法部新成立的联邦调查局局长，之后胡佛聘请克莱德·托尔森当他的律师。
林白小鹰绑架案震惊全国，总统赫伯特·胡佛让调查局参与调查。胡佛大胆采用新技术，包括监控赎金账单的登记号码和专业分析绑匪的字体。当受监控的账单在纽约市出现时，调查人员找到的一位加油站服务员曾记录下给他账单男子的车牌号，最终导致布鲁诺·理查德·豪普曼因绑架和谋杀林白小鹰被捕。
后来，胡佛带着母亲和托尔森去看詹姆斯·卡格尼的电影《执法铁汉》。中途，胡佛和托尔森走出影院去俱乐部找安妮塔·卡尔比、琴吉·罗杰斯和罗杰斯的母亲蕾拉（Lela）。蕾拉让胡佛跳舞，胡佛非常激动，说明早还有很多工作要做，带着托尔森离开。回到家中，胡佛告诉母亲，他不喜欢和女生共舞。她告诉胡佛，她宁愿胡佛死掉，也不想他当“水仙花”。她坚持在卧室里教他跳舞。
胡佛和托尔森去骑马度假。那天晚上，托尔森突然向胡佛示爱。胡佛惊恐地表示他想和多萝西·拉穆尔结婚。托尔森指责胡佛欺骗他感情，两人在房内打了起来。末了，托尔森突然亲了胡佛，说不可能在一起的了，想离开。胡佛向他道歉，恳求他留下，但托尔森扬言要结束他们的友谊，要是胡佛跟其他女人谈上。托尔森离去，胡佛也说他爱他。
多年以后，胡佛感觉到自己的权力开始下降，托尔森中了风。胡佛企图勒索马丁·路德·金，让他放弃诺贝尔和平奖，还给他发信，扬言要揭露他的婚外情。金无视了信，坦然领奖。
胡佛让甘迪在他死后销毁他的秘密档案，以防档案落入总统理查德·尼克松之手。他去拜访托尔森，托尔森让他退下来。胡佛拒绝，表示尼克松想一手摧毁他建起来的调查局。托尔森指责胡佛夸大了他在调查局重大案件中的参与程度。良久，胡佛告诉托尔森，比起其他人，他更需要托尔森。握着他的手，吻了他的额头，胡佛离开了。
从工作单位回到家中，胡佛的身体越来越弱。胡佛上楼不久，管家通知了来到家中的托尔森。托尔森打开房门，发现胡佛倒在床边。托尔森在悲痛中将好友的尸体盖上。尼克松发表悼念胡佛的电视讲话，他的幕僚进入胡佛办公室，翻箱倒柜地寻找胡佛传闻中的“机密”文件，但什么也没找到。最终，甘迪把文件烧掉。

## 角色
- 莱昂纳多·迪卡普里奥 飾演 約翰·埃德加·胡佛
- 艾米·汉莫 飾演 克萊德·托爾森[7]
- 妮奥米·瓦兹 飾演 Helen Gandy（英语：Helen Gandy）
- 達蒙·海瑞曼 飾演 Bruno Richard Hauptmann（英语：Richard Hauptmann）[8]
- 杰弗里·多诺万 飾演 羅伯特·弗朗西斯·甘迺迪[9]
- 茱蒂·丹契 飾演 Anna Marie Hoover，胡佛的母亲[10]
- 艾德·威斯維克 飾演 Agent Smith，胡佛的传记作者[11]
- 喬許·盧卡斯 飾演 查爾斯·林德伯格[12]
- 肯·霍華德（英语：Ken Howard） 飾演 哈伦·菲斯克·斯通[13]
- 斯蒂芬·魯特 飾演 Arthur Koehler（英语：Arthur Koehler）[14]
- 傑里夫·貝爾遜（英语：Geoff Pierson） 飾演 A·米切尔·帕尔默
- 莉亞·湯普遜 飾演 Lela Rogers
- 岡納·萊特（英语：Gunner Wright） 飾演 德怀特·艾森豪威尔[15]
- 德蒙特·莫羅尼 飾演 Norman Schwarzkopf Sr.（英语：Norman Schwarzkopf Sr.）
- 薩克·格雷尼爾（英语：Zach Grenier） 飾演 John Condon
- 丹尼斯·奧黑爾（英语：Denis O'Hare） 飾演 Albert S. Osborn（英语：Albert S. Osborn）
- 克李斯多佛·夏爾 飾演 李察·尼克遜
- 米爾斯·費舍 飾演 Agent Garrison
- 潔西卡·赫克特（英语：Jessica Hecht） 飾演 艾瑪·高德曼
- 麥克·歐尼爾（英语：Michael O'Neill (actor)） 飾演 Kenneth McKellar（英语：Kenneth McKellar (politician)），美國參議員

## 评价
烂番茄新鲜度44%；Metacritic上媒体综评59分；Yahoo方面影评人评分B，IMDB得6.6分，获得混合评价。
黃國兆表示：「克林·伊斯威特果然是宅心仁厚的長者藝術家，他沒有把這個頗多商業噱頭的題材予以誇張或庸俗化，倒像史官一樣務求不偏不倚地秉筆直書，希望為這個權傾一時、服務過八位總統的歷史人物留下清晰而客觀的評價，沒有太多的塗脂抹粉或惡意中傷。這當中，編導的拿捏值得一讚。」

## 票房
美国首周末收1147万美圆，名列第五位。次周末收590万名列第七，累计2069万。第三个周末收495万名列第11位，累计2882万。

## 奖项
| 頒獎典禮     | 獎項                 | 名字                | 結果 |
| ------------ | -------------------- | ------------------- | ---- |
| 第69屆金球獎 | 最佳戲劇類電影男主角 | 莱昂纳多·迪卡普里奥 | 提名 |